# 溝渕増巳
溝渕 増巳（みぞぶち ますみ、1900年〈明治33年〉11月28日 - 1984年〈昭和59年〉1月17日）は、日本の内務官僚、政治家。公選第4代高知県知事、財団法人土佐育英協会初代理事長、板垣退助先生顕彰会名誉会長。
最終学歴は、小学校（旧制）卒業。満22歳で、大阪府警察部の巡査となった。
巡査としての勤務の傍らの独学により、満28歳で高等試験行政科（戦後の国家公務員上級試験）に合格する偉業を成し遂げ、内務官僚（キャリア）となった。
公選第4代の高知県知事。在任期間は5期連続当選で1955年（昭和30年）12月12日 - 1975年（昭和50年）12月6日の20年間にわたって高知県の知事を務めた。

## 主な経歴
- 1922年（大正11年）、大阪府警察部（現：大阪府警察）巡査[2]。最終学歴は、小学校（旧制）卒業[3]。
- 1928年（昭和3年）、高等試験行政科（現：国家公務員採用総合職試験〈大卒程度試験〉）合格[2][注釈 1]。
- 1929年（昭和4年）、前年の高等試験行政科合格により、内務官僚たる大阪府属（「属」は、高文試験行政科合格者の官吏としての最初の肩書[5]）となり、大阪府警察部 警部補[6]。
- 1930年（昭和5年）、高等試験司法科（現：司法試験）合格[2][注釈 1]。
- 1948年（昭和23年）3月、国家地方警察本部（現：警察庁）次長。
- 1952年（昭和27年）2月26日、高知県副知事（警察庁から出向）。
- 1955年（昭和30年）12月12日、高知県知事（公選）。
- 1958年（昭和33年）3月28日、財団法人土佐育英協会を設立し初代理事長となる。
- 1965年（昭和40年）3月、ブラジル訪問
- 1968年（昭和43年）、この年が明治百年・板垣退助五十回忌にあたることから、佐藤栄作の意を受けて創設された板垣退助先生顕彰会の名誉会長に就任[1]。同年3月15日、明治生まれの「明治青年隊」というチームを結成し、第15回よさこい祭に参加。
- 1974年（昭和49年）8月、訪中し、中国残留孤児と面談。
- 1975年（昭和50年）7月28日、フィリピン共和国ベンゲット州と高知県の姉妹県州協定宣言を締結した。
- 1976年（昭和51年）4月29日、勲一等瑞宝章を受章。

## 逸話
- 1963年（昭和38年）に建設が始まった早明浦ダムの建設の際、記念の石碑を建てることとなった。そこには「四国はひとつ」という開発スローガンが刻まれる予定であったが、溝渕は開発一辺倒のスローガンに断固反対し、その文言を「四国のいのち」に変更させたという逸話がある。

## 著作
- 『民衆処遇の誡』大阪府警察部警務課、1937年6月。全国書誌番号:44019189。
- 『日本警察』松華堂、1939年3月。 NCID BN06601031。全国書誌番号:46068646。
- 『巡査の記録』立花書房、1950年12月。 NCID BN1499614X。全国書誌番号:51000828。
- 『県政二十年』高知新聞社、1977年9月。 NCID BN14344273。全国書誌番号:80001949。